# سی‌آی‌ام‌بی نیاگا
سی‌آی‌ام‌بی نیاگا (انگلیسی: CIMB Niaga) شرکت خدمات مالی اندونزیایی است، که در سال ۱۹۵۵ توسط شرکت سی‌آی‌ام‌بی تأسیس شد.